# Мутнянка
Мутнянка — река в Ставропольском крае, составляющая реки Улы. Протекает по территории Ставрополя, Шпаковского и Грачёвского районов. Исток — родник Аульчик — находится в центральной части Ставрополя. До середины 50-х годов 20-го столетия во время весеннего паводка наносила немалый вред инфраструктуре города, но в 1957 году была спрятана в коллектор и выходит из него на восточной окраине города. Мутнянка сливается с рекой Ташлой в единый проток — реку Улу в черте Старомарьевки.

## Притоки
- Желобовка — впадает в черте Ставрополя
- Лягушинка — впадает в черте Ставрополя
- Мамайка — впадает в черте села Надежда

## Изображения

река Мутнянка
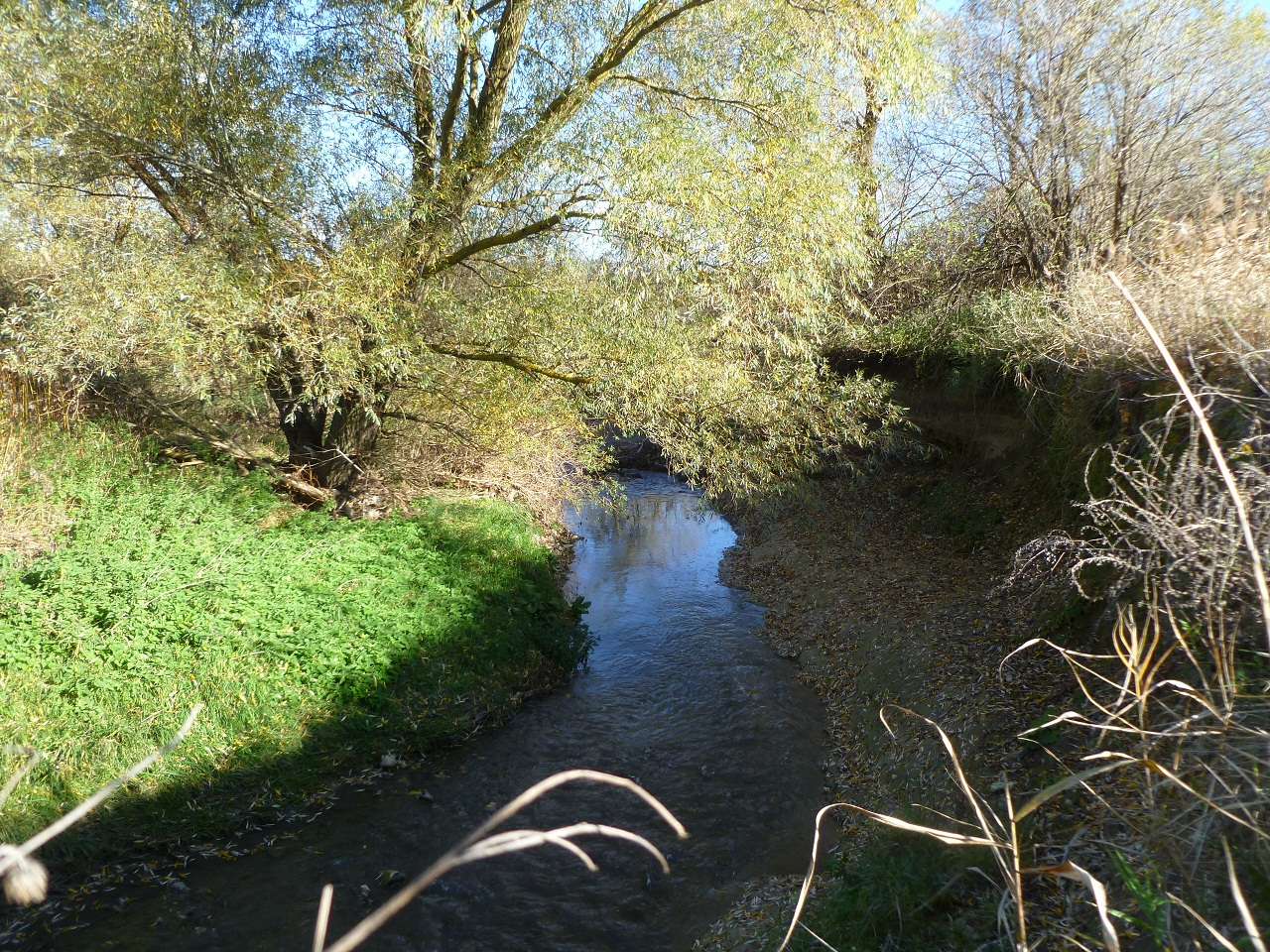
река Мутнянка после выхода из Ставропольского коллектора
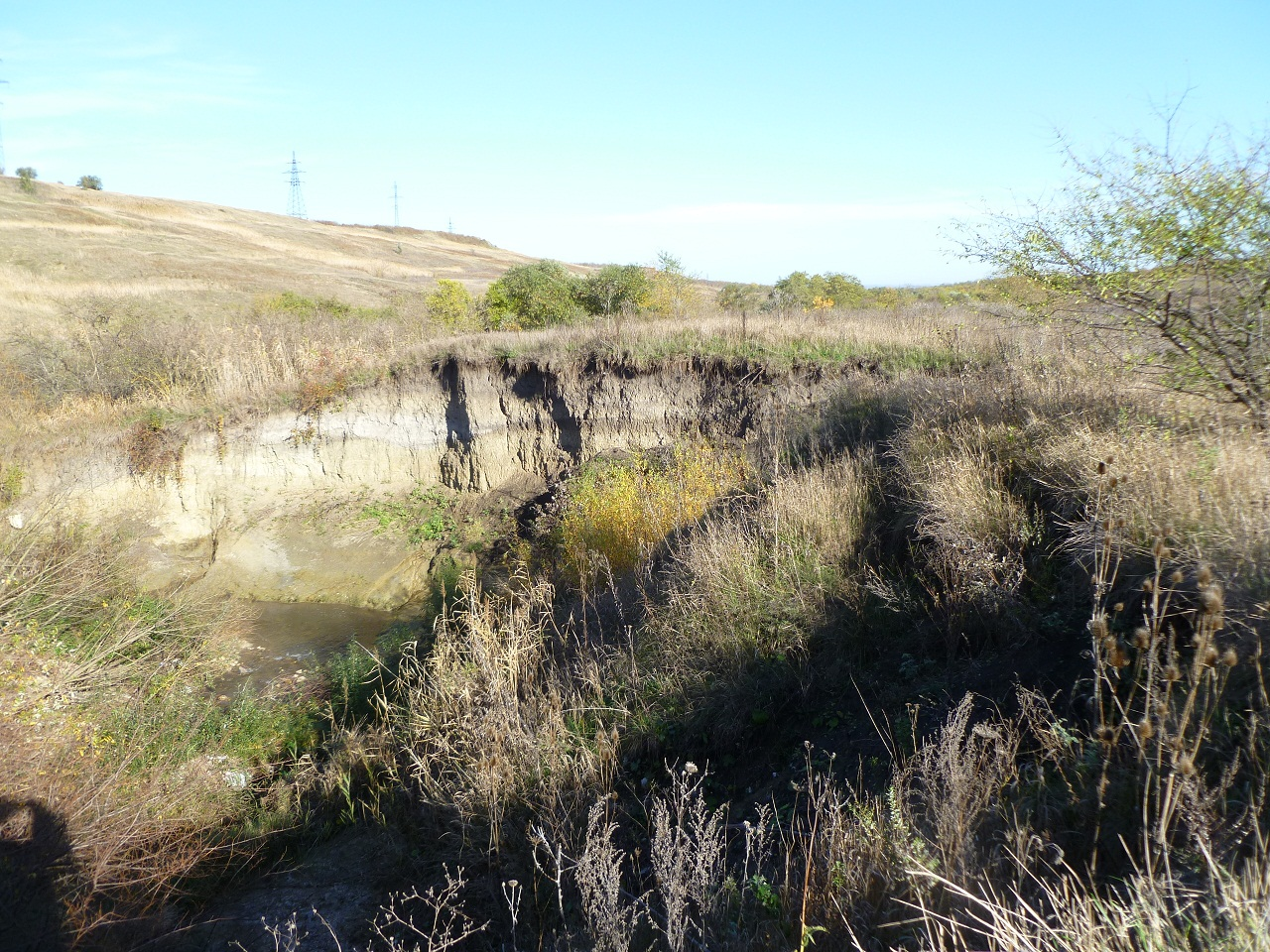
река Мутнянка у восточной промзоны Ставрополя
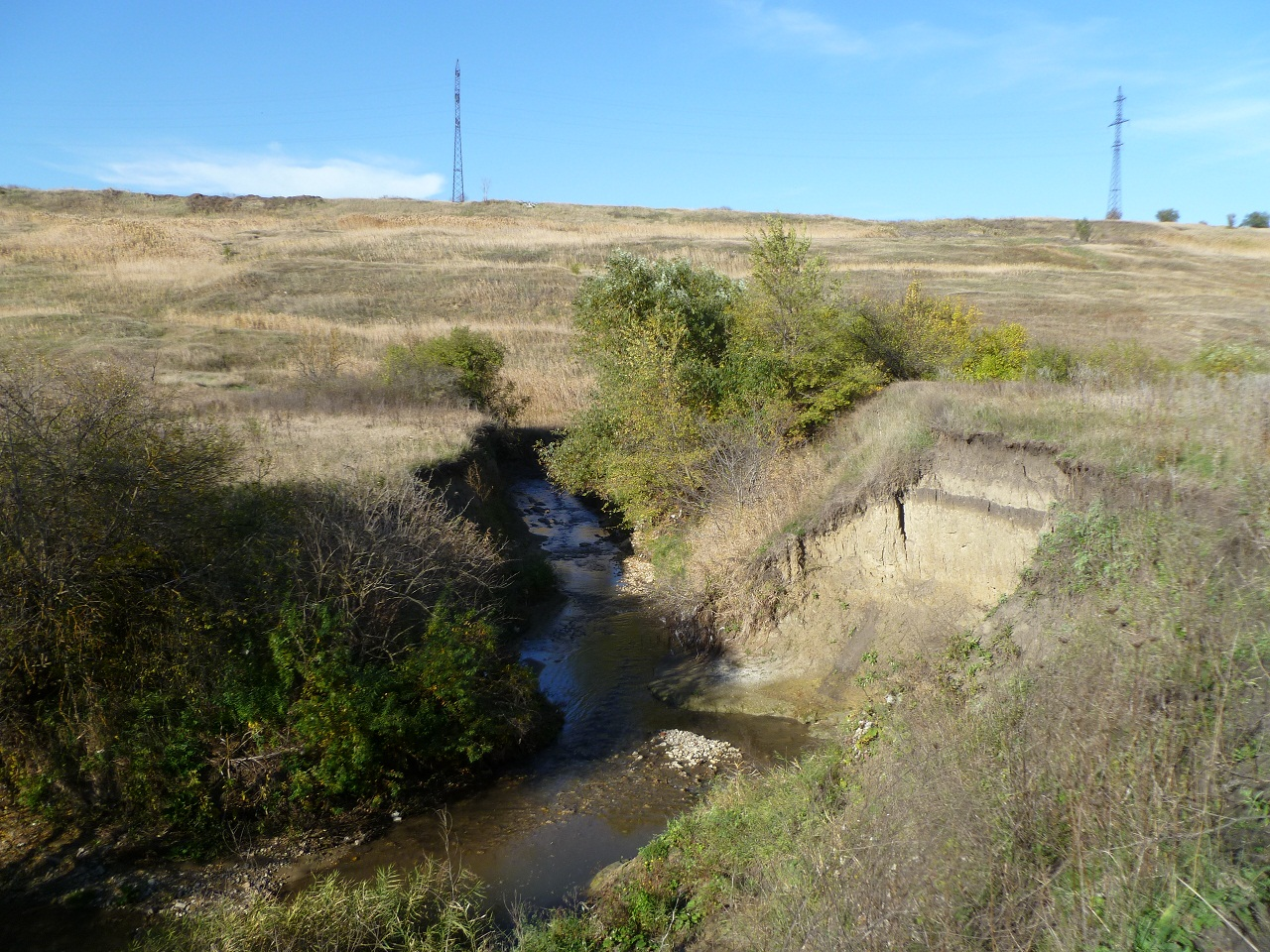
река Мутнянка у восточной промзоны Ставрополя
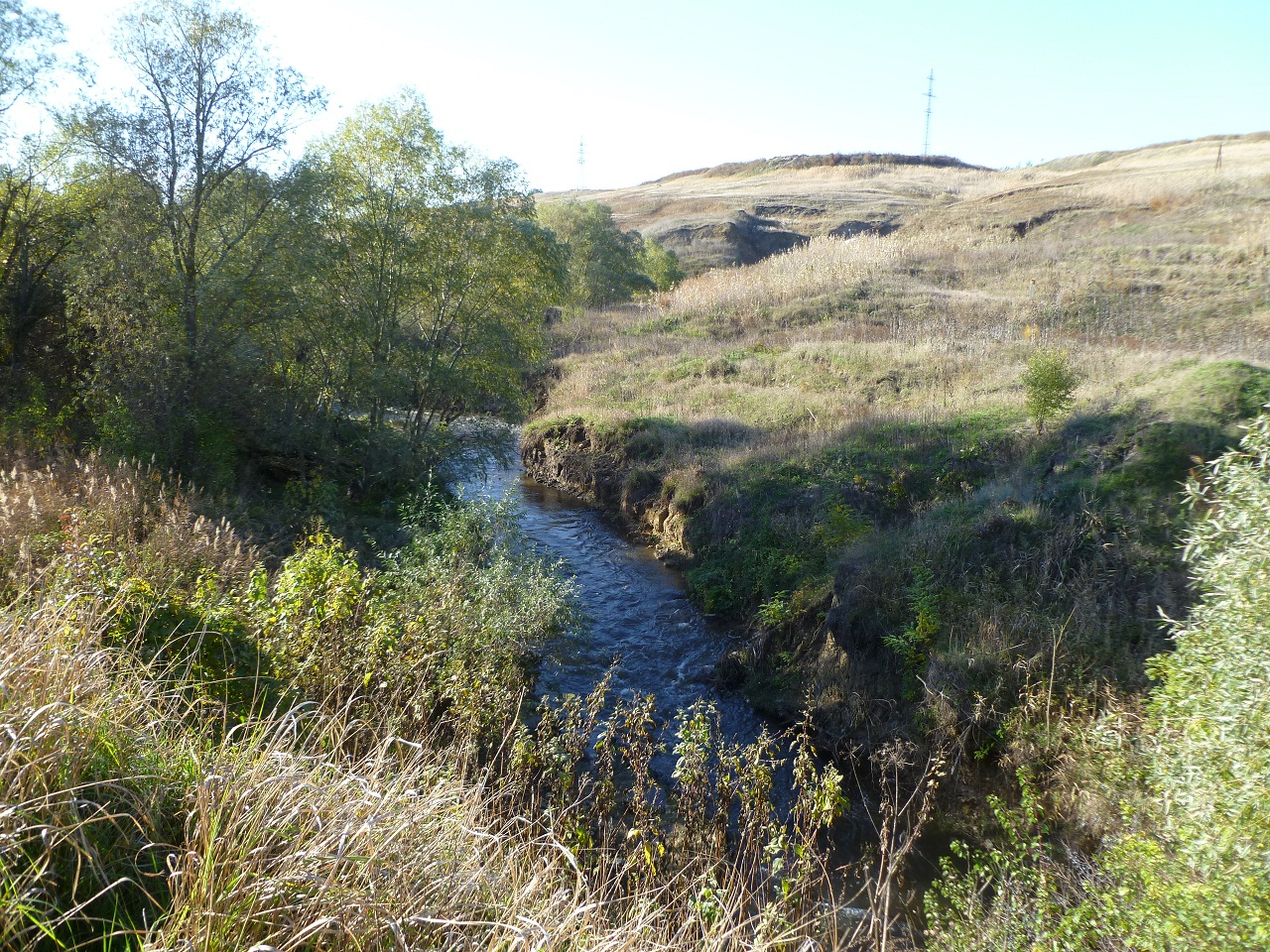
река Мутнянка возле урочища «Надежда»
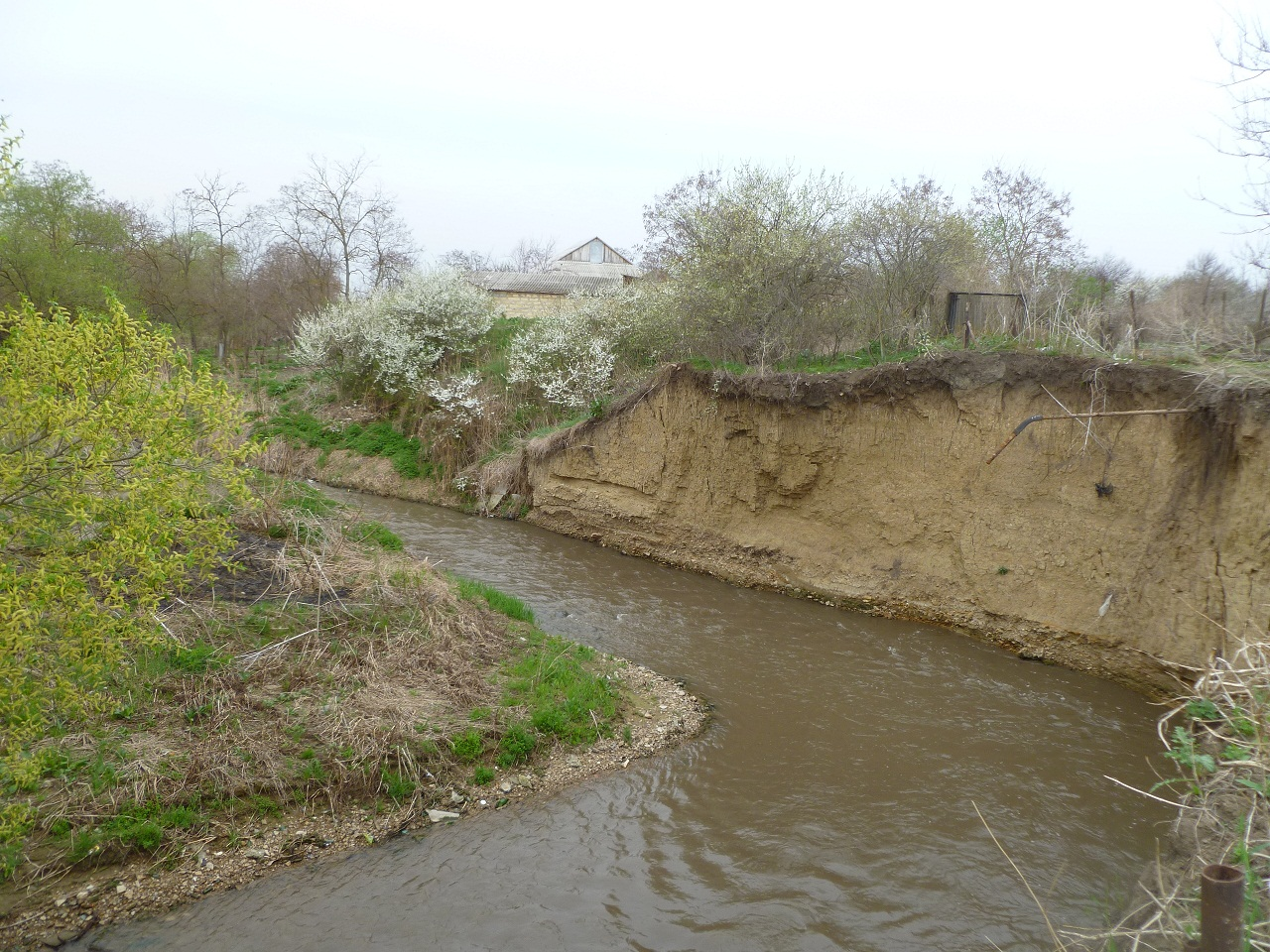
Река Мутнянка перед впадением притока Мамайки
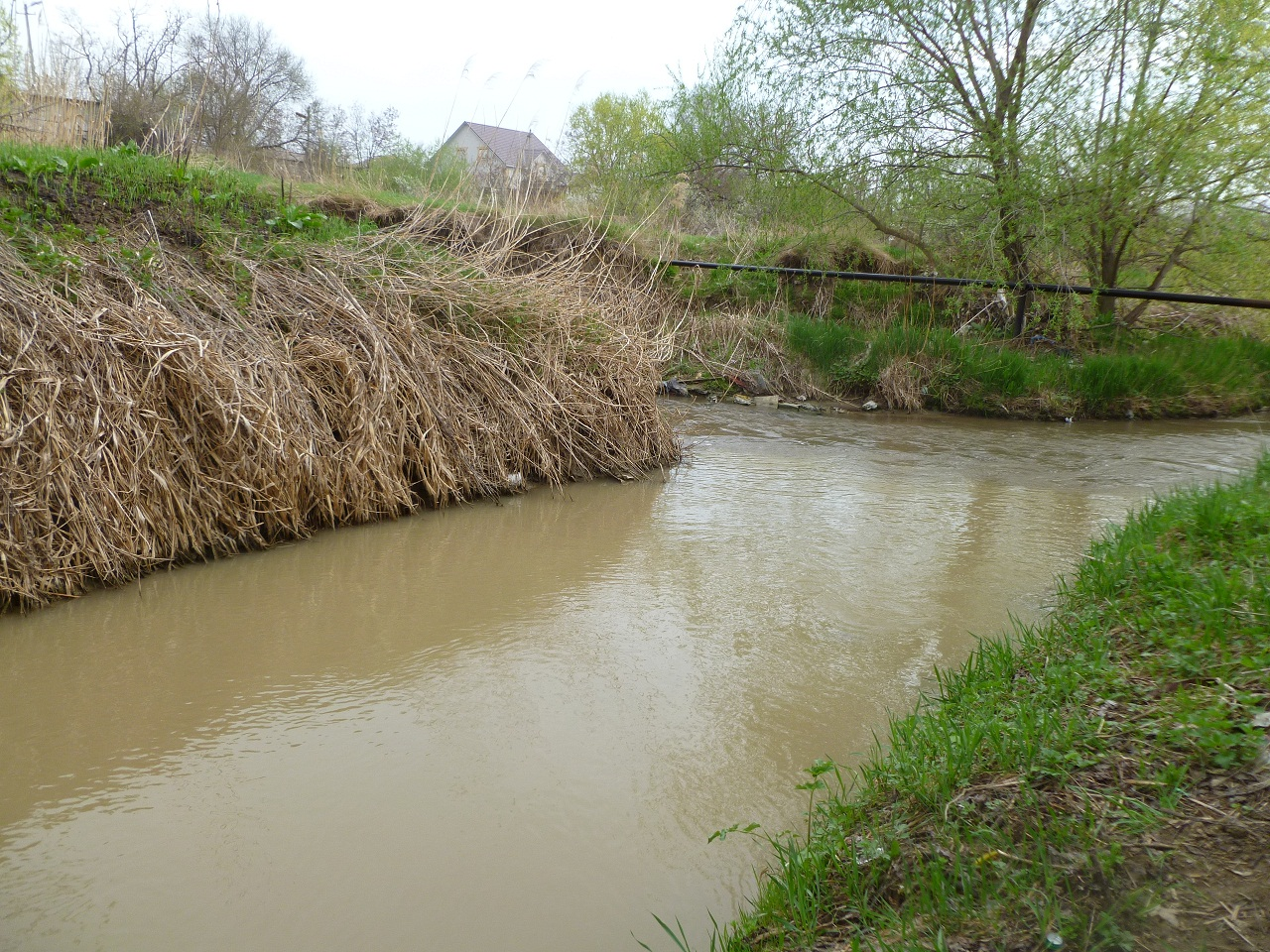
Река Мамайка впадает в Мутнянку
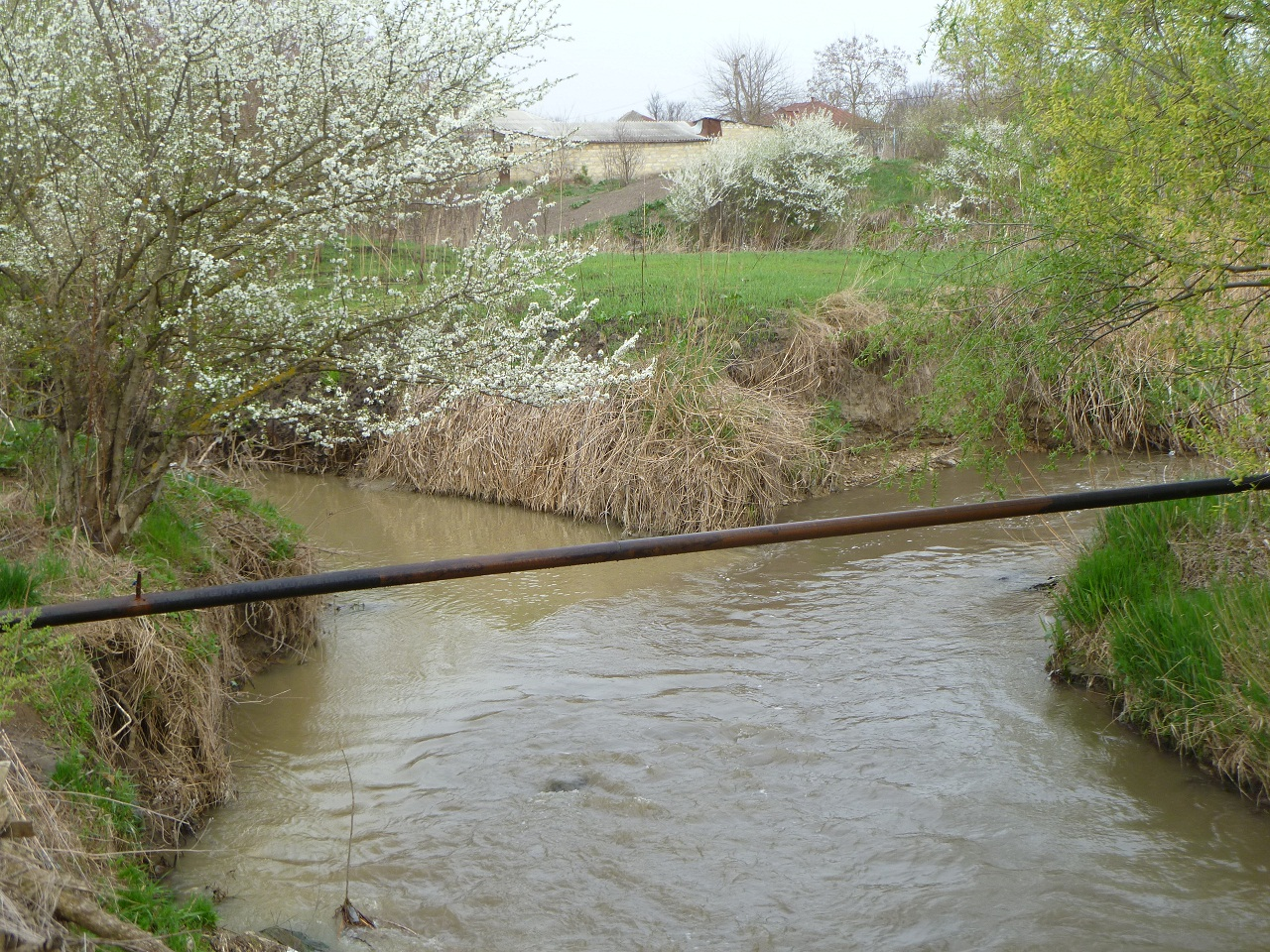
Впадение Мамайки (русло слева) в Мутнянку
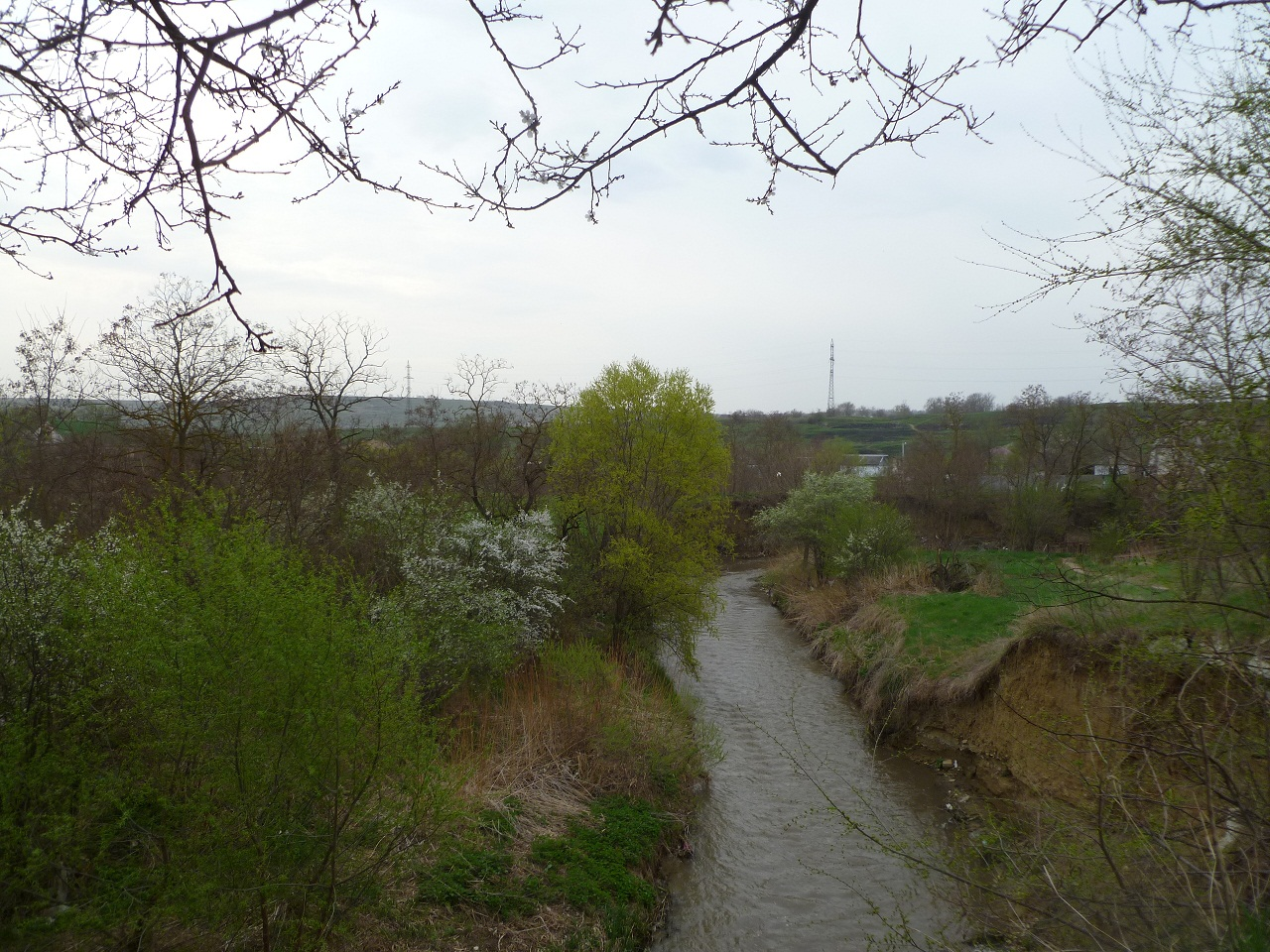
Река Мутнянка после впадения притока Мамайки
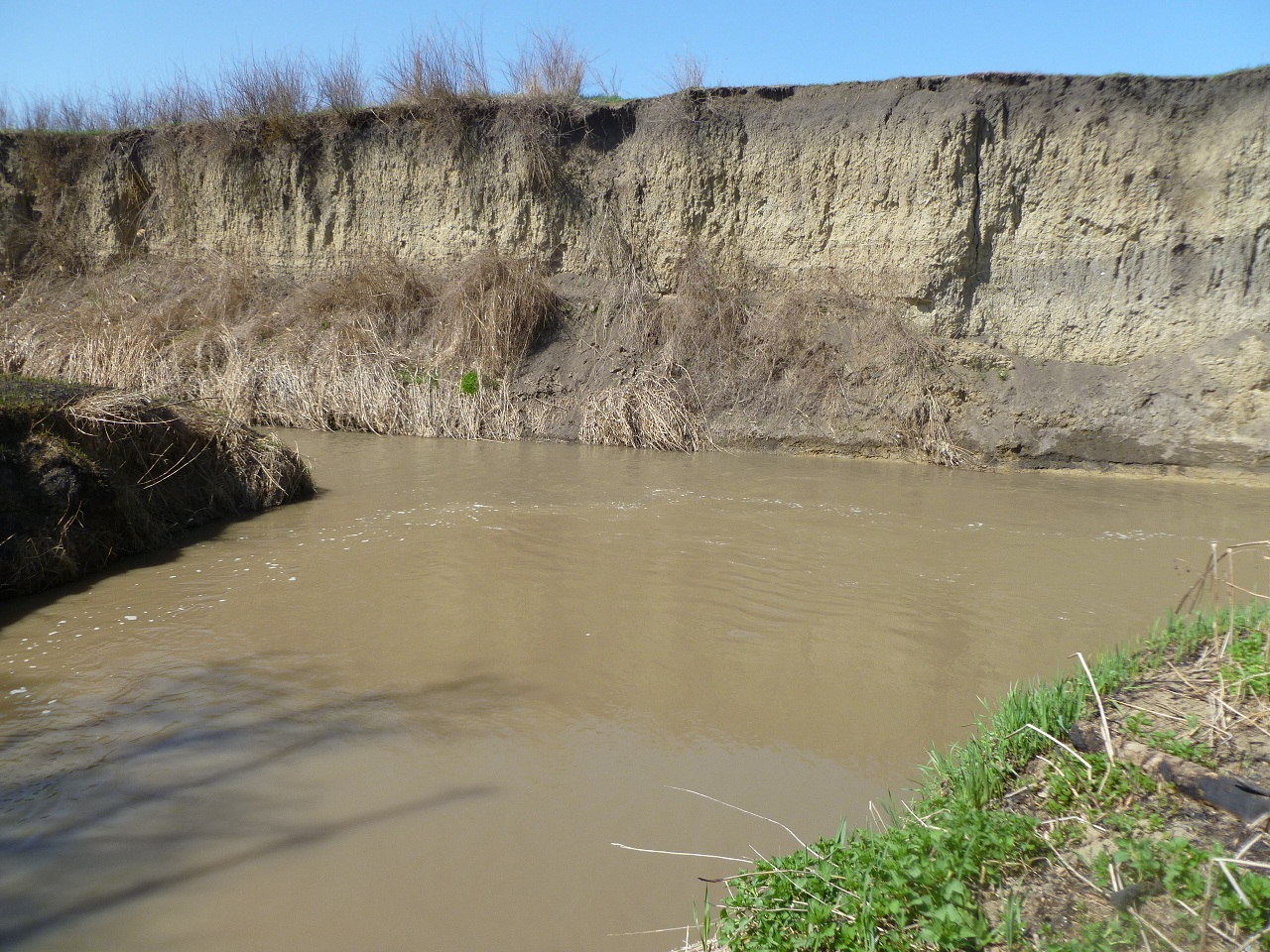
Устье Мутнянки
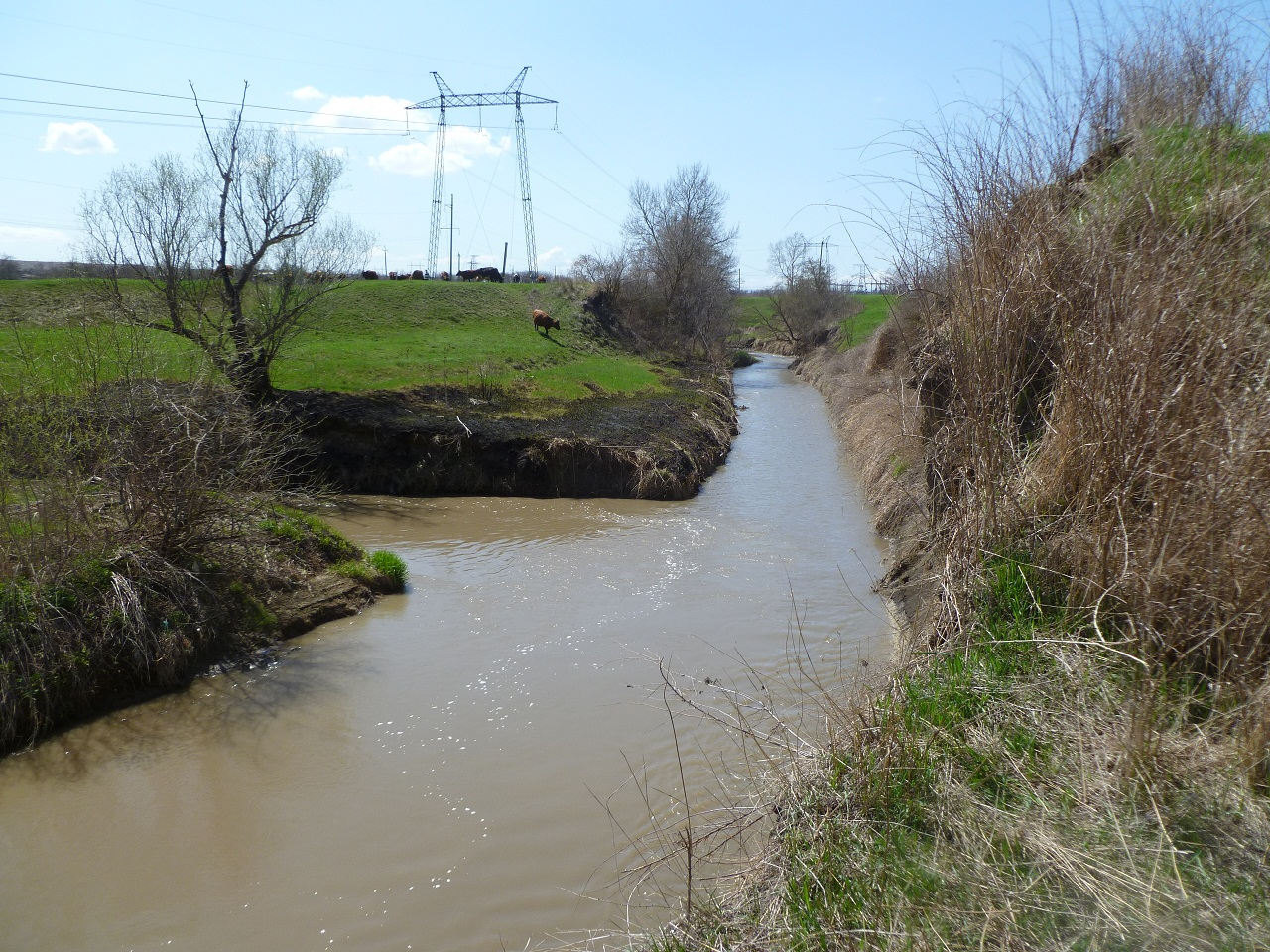
Устье Мутнянки (левое русло на фотографии), по центру Ула, сверху Ташла